# Lacul Văsălatu
Lacul Văsălatu denumit și Baciu este un lac de acumulare aflat în masivul Iezer din munții Făgăraș, situat la 860 m altitudine. Are o suprafață de 2,5 ha și 14 m adâncime. 
Este amenajat din anul 1967 și aparține bazinului hidrografic Râul Doamnei, fiind alimentat de Valea Rea aflat la confluența cu Râul Baciu. 

## Vezi și
- Barajul Văsălatu